# Suriname nos Jogos Sul-Americanos de 2018
O Suriname participou dos Jogos Sul-Americanos de 2018 em Cochabamba, Bolívia. Foi a oitava participação do Suriname nos Jogos Sul-Americanos.

## Medalhas
| Atleta           | Esporte   | Prova                  | Medalha |
| ---------------- | --------- | ---------------------- | ------- |
| Renzo Tjon-A-Joe | Natação   | 50 m livre masculino   | Ouro    |
| Miguel van Assen | Atletismo | Salto triplo masculino | Ouro    |
| Renzo Tjon-A-Joe | Natação   | 100 m livre masculino  | Bronze  |

## Desempenho

### Atletismo
Masculino
| Atleta           | Evento       | Final     | Final           |
| Atleta           | Evento       | Resultado | Pos.            |
| ---------------- | ------------ | --------- | --------------- |
| Miguel van Assen | Salto triplo | 16,81 m   | Medalha de ouro |

Feminino
| Atleta       | Evento     | Final     | Final |
| Atleta       | Evento     | Resultado | Pos.  |
| ------------ | ---------- | --------- | ----- |
| Sunayna Wahi | 200 metros | 24,15 s   | 6º    |

### Badminton
Masculino
| Atleta               | Evento  | Primeira rodada      | Oitavas de final     | Quartas de final     | Semifinal            | Final                | Final |
| Atleta               | Evento  | Adversário resultado | Adversário resultado | Adversário resultado | Adversário resultado | Adversário resultado | Pos.  |
| -------------------- | ------- | -------------------- | -------------------- | -------------------- | -------------------- | -------------------- | ----- |
| Mitch Nai Chung Tong | Simples | Bye                  | BRA Pomoceno D 0–2   | Não avançou          | Não avançou          | Não avançou          | 9º    |

### Caratê
Masculino
| Atleta      | Evento | Oitavas de final     | Quartas de final     | Semifinal            | Final                | Final |
| Atleta      | Evento | Adversário resultado | Adversário resultado | Adversário resultado | Adversário resultado | Pos.  |
| ----------- | ------ | -------------------- | -------------------- | -------------------- | -------------------- | ----- |
| Amadeo Main | -75 kg | Bye                  | PAR Amarilla D 0–6   | Não avançou          | Não avançou          | 7º    |

### Ciclismo

#### Ciclismo de pista
Velocidade individual
| Atleta          | Evento               | Qualificação            | Qualificação | Oitavas de final                   | Repescagem                         | Quartas de final                   | Semifinais                         | Final                              | Final |
| Atleta          | Evento               | Tempo Velocidade (km/h) | Pos.         | Tempo adversário Velocidade (km/h) | Tempo adversário Velocidade (km/h) | Tempo adversário Velocidade (km/h) | Tempo adversário Velocidade (km/h) | Tempo adversário Velocidade (km/h) | Pos.  |
| --------------- | -------------------- | ----------------------- | ------------ | ---------------------------------- | ---------------------------------- | ---------------------------------- | ---------------------------------- | ---------------------------------- | ----- |
| Jaïr Tjon En Fa | Velocidade masculino | 9,599 75,008            | 1º Q         | ARG Suárez V 10,357 69,518         | Bye                                | COL Cortez V 9,925 72,544          | COL Puerta D 9,921 72,573          | COL Quintero D 10,042 71,669       | 4º    |

Keirin
| Atleta          | Evento           | 1ª rodada | Final |
| Atleta          | Evento           | Pos.      | Pos.  |
| --------------- | ---------------- | --------- | ----- |
| Jaïr Tjon En Fa | Keirin masculino | 5º FB     | 8º    |

### Lutas
Livre masculina
| Atleta                | Evento | Fase de Grupos       | Fase de Grupos       | Fase de Grupos | Semifinal            | Final                | Final |
| Atleta                | Evento | Adversário resultado | Adversário resultado | Pos.           | Adversário resultado | Adversário resultado | Pos.  |
| --------------------- | ------ | -------------------- | -------------------- | -------------- | -------------------- | -------------------- | ----- |
| Abdoel Rehiem Mohamed | -65 kg | BOL Vedia D 0–5      | VEN Chirinos D 0–4   | 3º             | Não avançou          | Não avançou          | 6º    |

### Natação
Masculino
| Atleta           | Evento          | Eliminatórias | Eliminatórias | Final       | Final             |
| Atleta           | Evento          | Tempo         | Pos.          | Tempo       | Pos.              |
| ---------------- | --------------- | ------------- | ------------- | ----------- | ----------------- |
| Irvin Hoost      | 50 m livre      | 24,63 s       | 19º           | Não avançou | Não avançou       |
| Irvin Hoost      | 100 m livre     | 56,03 s       | 22º           | Não avançou | Não avançou       |
| Irvin Hoost      | 100 m borboleta | 1:02.60 min   | 16º           | Não avançou | Não avançou       |
| Renzo Tjon-A-Joe | 50 m livre      | 22,77 s       | 1º            | 22,65 s     | Medalha de ouro   |
| Renzo Tjon-A-Joe | 100 m livre     | 50,39 s       | 3º            | 50,12 s     | Medalha de bronze |

### Taekwondo
Masculino
| Atleta        | Evento | Oitavas              | Quartas              | Semifinais           | Final                | Posição |
| Atleta        | Evento | Adversário resultado | Adversário resultado | Adversário resultado | Adversário resultado | Posição |
| ------------- | ------ | -------------------- | -------------------- | -------------------- | -------------------- | ------- |
| Tosh van Dijk | −68 kg | CHI Morales D 6–27   | Não avançou          | Não avançou          | Não avançou          | 9º      |

### Tênis
Masculino
| Atleta                 | Evento  | Primeira rodada      | Oitavas de final     | Quartas de final        | Semifinal            | Final                | Final |
| Atleta                 | Evento  | Adversário resultado | Adversário resultado | Adversário resultado    | Adversário resultado | Adversário resultado | Pos.  |
| ---------------------- | ------- | -------------------- | -------------------- | ----------------------- | -------------------- | -------------------- | ----- |
| Yigal Bergen           | Simples | PER Panta D 0–2      | Não avançou          | Não avançou             | Não avançou          | Não avançou          | 17º   |
| Gian Issa              | Simples | Bye                  | CHI Tabilo D 0–2     | Não avançou             | Não avançou          | Não avançou          | 9º    |
| Yigal Bergen Gian Issa | Duplas  | —                    | Bye                  | CHI Tabilo / Vera D 0–2 | Não avançou          | Não avançou          | 5º    |

Feminino
| Atleta         | Evento  | Primeira rodada      | Oitavas de final     | Quartas de final     | Semifinal            | Final                | Final |
| Atleta         | Evento  | Adversário resultado | Adversário resultado | Adversário resultado | Adversário resultado | Adversário resultado | Pos.  |
| -------------- | ------- | -------------------- | -------------------- | -------------------- | -------------------- | -------------------- | ----- |
| Anouk Ma-Ajong | Simples | ARG Krywoj D 0–2     | Não avançou          | Não avançou          | Não avançou          | Não avançou          | 17º   |

### Tiro
Masculino
| Atleta          | Evento             | Qualificação | Qualificação | Final       | Final       |
| Atleta          | Evento             | Pontos       | Pos.         | Pontos      | Pos.        |
| --------------- | ------------------ | ------------ | ------------ | ----------- | ----------- |
| Sahil Jagernath | Pistola de ar 10 m | 543          | 14º          | Não avançou | Não avançou |
| Sahil Jagernath | Tiro rápido 25 m   | 484          | 12º          | Não avançou | Não avançou |